# Скульптура Ангела-хоронителя (Тернопіль)
Ангел-хоронитель — скульптура в місті Тернополі. Пам'ятка монументального мистецтва місцевого значення, охоронний номер 1701.
Розташований у скверику біля будинку обласної ради профспілок на вулиці Старий Поділ від початку вулиці Торговиця. Встановлений 21 жовтня 2001 року з нагоди 75-ї річниці утворення міжспілкового об'єднання Тернопільщини.

## Опис

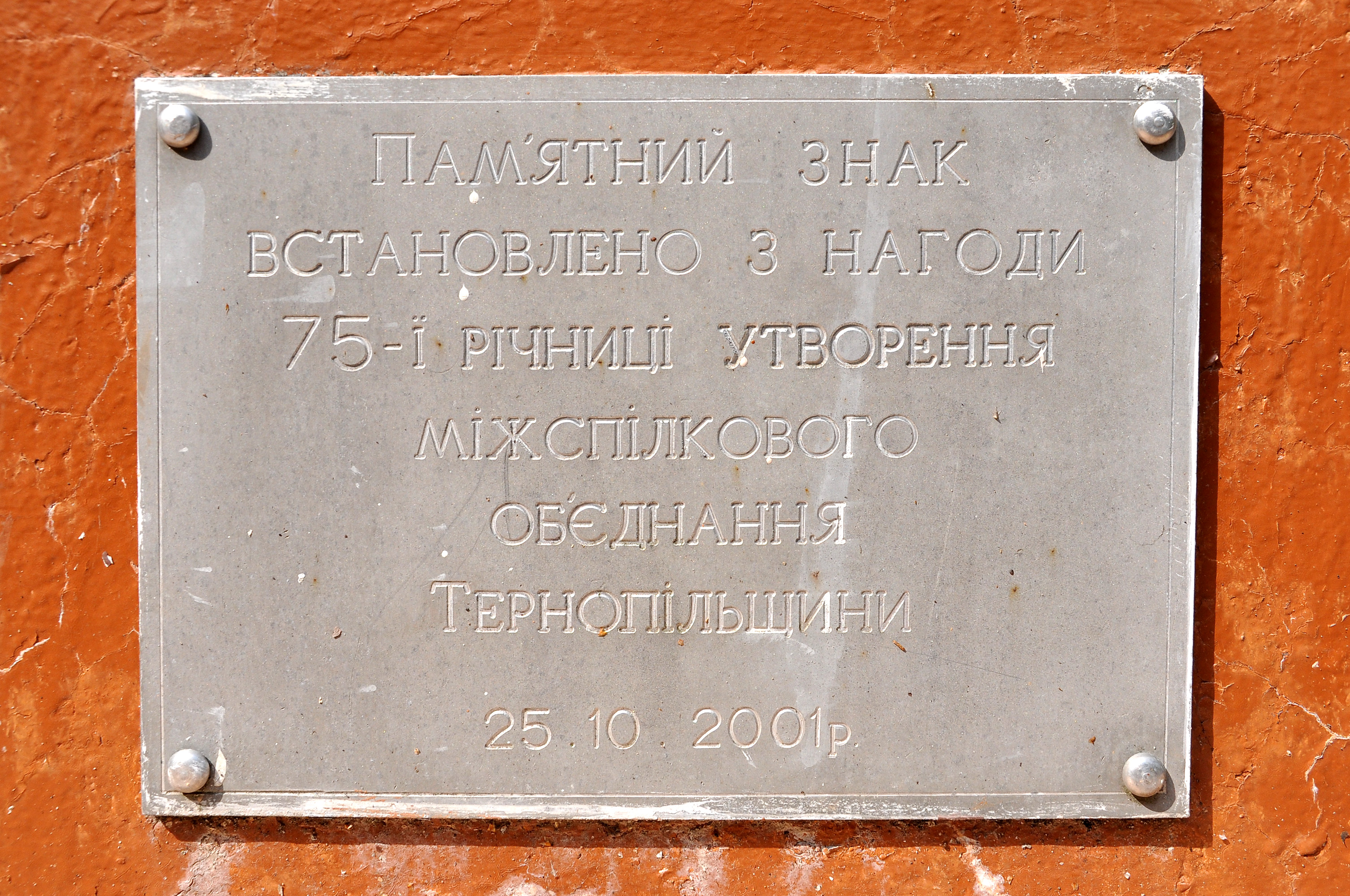
Інформаційна таблиця скульптури

Постать Ангела заввишки з людський зріст із високо піднятими руками стоїть на круглій триметровій стелі. В лівій руці Ангел тримає лаврову гілку.